# Episteme szechuanensis
Episteme szechuanensis là một loài bướm đêm trong họ Noctuidae.